# Bartolomeu de L'Île-Bouchard
Bartolomeu de L'Île-Bouchard (L'Île-Bouchard, França,  1049 - L'Île-Bouchard, 1087) foi um nobre da Idade Média francesa, detentor do senhorio feudal de L'Île-Bouchard, localidade esta que corresponde à actual comuna francesa da região administrativa do Centro, no departamento Indre-et-Loire. Esta comunidade estende-se por uma área de 3,48 Quilómetros quadrados.

## Relações familiares
Foi filho de Archambaud Borel (1019 - 1068) e de Inês de L'Isle-Bouchard. Casou com Gerberga (1053 -?), de quem teve
:
1. Mauberjona de L'Île-Bouchard (1075 - 1153) que foi casada por duas vezes, tendo sido pelos seus casamentos, Viscondenssa de Châtellerault, Duquesa da Aquitânia e da Gasconha e Condessa de Poitiers. Do seu casamento com Américo I de Châtellerault[6][7] (1077 - 7 de novembro de 1151), teve[1][2][3][4][5]:

1. 1. Leonor de Châtellerault (1103 - c. 1131), que se casou com Guilherme X da Aquitânia[8], (1099 - 9 de Abril de 1137). Segundo alguns autores, era filha do próprio pai de Guilherme X, uma vez que este foi amante da esposa de Américo I.
  2. Hugo II de Châtellerault (c. 1110 - 1176), Visconde de Châtellerault, que se casou com Alice de Alençon filha de Filipe de Perche e de Hélia de Anjou, condessa do Maine (c. 1110 - 1151).
  3. Aimable a Châtellerault (1105 - ?).
  4. Raul de Châtellerault (1112 - 1185), foi senhor de Faye-la-Vineuse.

Do casamento com Guilherme IX da Aquitânia (22 de outubro de 1071 - 10 de fevereiro de 1126), teve:
1. 1. Guilherme I de Valentinois, Conde de Valentinois (? - 1187) casado com N… de Trencavel.